# Acanthops erosa
Acanthops erosa es una especie de mantis del género Acanthops de la familia de insecto Acanthopidae. Su principal característica es su semejanza con una hoja muerta.